# Hauptsitz der Glasgow Savings Bank

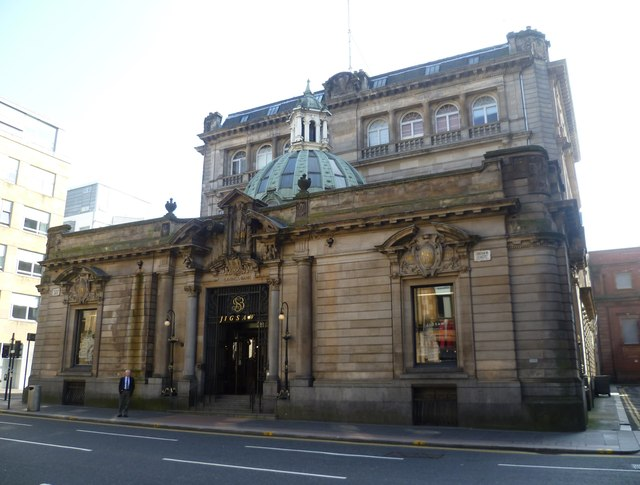
Hauptsitz der Glasgow Savings Bank

Der Hauptsitz der Glasgow Savings Bank ist ein Geschäftsgebäude in der schottischen Stadt Glasgow. 1970 wurde das Bauwerk als Einzeldenkmal in die schottischen Denkmallisten in der höchsten Denkmalkategorie A aufgenommen.

## Geschichte
Das Gebäude wurde 1865 nach einem Entwurf des schottischen Architekten John Burnet erbaut. Mit dem Wachsen der Glasgow Savings Bank (heute Teil der Lloyds Bank) wurde 1895 ein flacheres Schaltergebäude an der Ingram Street hinzugefügt. Mit der Planung war John James Burnet betraut, der auch drei Jahre später die Aufstockung um ein Stockwerk plante. Nach 1970 wurde das Gebäude restauriert.

## Beschreibung
Es handelt sich um das Eckhaus zwischen der Ingram Street und der Glassford Street. Benachbart sind die Trades Hall of Glasgow und das Lanarkshire House. Das dreistöckige Gebäude ist im historisierenden Italianate-Stil ausgestaltet. Die ostexponierte Hauptfassade entlang der Glassford Street ist sieben Achsen weit. Im Bereich des Erdgeschosses ist das Mauerwerk rustiziert. Das zentrale Eingangsportal schließt mit einem gebrochenen Segmentbogengiebel. Eine Kartusche im Tympanum zeigt einen Löwen und ein Einhorn. Ein Gesimse auf ornamentierten Konsolen verdacht das darüberliegende Drillingsfenster, während die Bekrönungen der flankierenden Fenster schlichter gestaltet ist. Die Loggia mit Rundbogenfenstern und dorischen Säulen entstammt der Aufstockung.
Es bestehen Parallelen zur Ausgestaltung des flacheren Anbaus entlang der Ingram Street. Dessen Portale schließen ebenfalls mit gebrochenen Segmentbogengiebeln mir reich ornamentierten Kartuschen. Auf den flankierenden kompositen Säulen ruhen Atlanten. Sie tragen eine Ädikula mit einer Skulptur des Heiligen Mungo, ein Werk des Künstlers George Frampton. Dorische und ionische Pilaster flankieren die ebenfalls detailreich ornamentierten Fenster. Der Gebäudeteil schließt mit einer Kuppel. Die aufsitzende Laterne ist als Tempel gestaltet.